# La Vérité ou presque
Pour plus de détails, voir Fiche technique et Distribution.
La Vérité ou presque est un film français de Sam Karmann, sorti en 2007.

## Synopsis
La rencontre improbable entre deux êtres très éloignés l'un de l'autre. L'une est une femme mariée, productrice d'une émission télé, en proie à des doutes professionnels et sentimentaux. L'autre est un auteur homosexuel de biographies d'artistes plus ou moins oubliés, peinant sur un nouvel ouvrage.

## Fiche technique
- Titre : La Vérité ou presque
- Réalisation : Sam Karmann
- Scénario : Sam Karmann et Jérôme Beaujour d'après le roman de Stephen McCauley
- Musique : Pierre Adenot
- Photographie : Matthieu Poirot-Delpech
- Montage : Philippe Bourgueil
- Production : Jean-Philippe Andraca et Christian Bérard
- Société de production : Les Films A4, France 2 Cinéma, Canal+ et TPS Star
- Société de distribution : Rézo Films (France)
- Pays :  France
- Genre : comédie dramatique
- Durée : 95 minutes
- Date de sortie : le 12 septembre 2007

## Distribution
- Karin Viard : Anne
- André Dussollier : Vincent
- Brigitte Catillon : Rose-Marie
- Sam Karmann : Thomas
- Julie Delarme : Caroline
- François Cluzet : Marc
- Liliane Rovère : Liliane
- Antonio Interlandi : Lucas
- Patrick Zimmermann : Pierre
- Valentin Traversi : Bernard
- Céline Cuignet : Mélanie (comme Céline Quignet)
- Ysmahane Yaqini : Naïma
- Mathieu Besnier : Tom
- Béatrice Audry : Simone
- Titouan Morand : Gérald
- Ginette Bellue : La vieille dame
- Catherine Olson : Pauline Anderton dans les années 1960
- Renaud Fleuri : Le patron du gîte
- Clarisse Tennessy : L'infirmière maternité
- Désir Carré : Le livreur
- Maxime Cella : L'étudiant
- Jacques Paté : Le présentateur TV
- Hervé Tharel : Le mime
- Patrick Laget : L'invité littéraire
- Jérôme Fonlupt : L'employé de TLM
- Éric Teruel : Le pianiste en club dans les années 1960
- Cédric Perrot : Le batteur en club dans les années 1960

## Réception critique
Clément Graminiès de Critikat estime que la performance des comédiens, notamment Karin Viard et André Dussollier, « sauve le film [...] d’une certaine tiédeur », le réalisateur jouant la carte de la facilité en achevant son film sur « un improbable happy-end ». Thomas Sotinel du Monde souligne également la qualité de l'interprétation de Karine Viard, ce qui ne suffit pas pour « laisser un souvenir impérissable ».